# Tesserarius
Il tesserarius, nell'esercito romano, era un sottufficiale che nel castrum aveva il compito di distribuire una tavoletta di legno con sopra scritta la parola d'ordine per entrare nel forte. Le parole erano molto semplici, visto che molti soldati erano analfabeti. Se il soldato non riportava indietro ai centurioni la tessera, veniva aperta un'inchiesta. Faceva parte di quel ristretto gruppo di sottufficiali chiamati principales.

## Storia
Secondo quanto racconta Polibio, al fine di assicurarsi che la parola d'ordine, durante la notte, venisse trasmessa in modo adeguato all'interno dell'accampamento militare, ci si comportava come segue:
- Dal decimo manipolo di ciascuna classe di fanteria (hastati, principes e triarii) e di cavalleria, quello che si trovava alloggiato alla fine delle diverse viae, era scelto come tesserarius. Egli era esentato dal servizio di guardia (immunis).
- Ogni giorno al tramonto, il tesserarius si recava nella tenda del tribuno, per ricevere la parola d'ordine, scritta su una tavoletta di legno (tessera).[2]
- Una volta rientrato presso il proprio manipolo, consegnava la tessera, alla presenza di testimoni, al comandante del manipolo successivo, il quale, a sua volta, la consegnava a quello del manipolo seguente.[3]
- E così, uno dopo l'altro tutti ripetevano la stessa operazione, in modo tale che tutti i manipoli fossero informati della corretta parola d'ordine, fino ai primi manipoli, quelli accampati vicino alle tende dei tribuni. Questi ultimi erano, infine, tenuti a riportare ai tribuni la tessera, prima che scendesse la notte.[4] In questo modo il tribuno poteva controllare che tutte le tavolette gli fossero state consegnate e che la parola d'ordine fosse stata data a tutti, di manipolo in manipolo. Nel caso in cui ne fosse mancata qualcuna, provvedeva immediatamente ad indagare, riuscendo a capire sulla base dei contrassegni dati, da quale settore del campo non gli fosse giunta una o più tesserae. Il responsabile veniva allora severamente punito.[5]